# 李国荣 (台湾)
李国荣，湖北荆门人，出生於臺灣，中華民國陸軍少將退役，曾赴美國陸軍戰爭學院與英國諾丁漢大學教育學院深造，為中華民國國軍極少數同時留美、留英將領。當過黃埔軍校指揮官，中正預校校長，曾為中華民國國軍積極培養之明日之星。

## 生平
李国荣14岁入伍，曾二次被军方栽培以公费方式派往英国诺丁汉大学教育學院與美國軍方最高層次之美国陆军战争学院攻讀學位。回國後，历任中華民國黃埔軍官學校指挥官、中正國防幹部預備學校校长，2009年元旦晋升为少将，目前國軍基層主力幹部多數為將軍門生，極具指標性作用。1990年代選擇退出國民黨，於2014年2月加入中華統一促進黨。